# Liopygus exiguus
Liopygus exiguus är en skalbaggsart som först beskrevs av Lewis 1885.  Liopygus exiguus ingår i släktet Liopygus och familjen stumpbaggar. Inga underarter finns listade i Catalogue of Life.